# 中山由香
中山 由香（なかやま ゆか、1990年1月18日 - ）は、女性モデル・女優。ESPRIT MODEL AGENCY所属。

## 人物
18歳の時に「ミス・インターナショナル日本代表選出大会」に出場し、グランプリに選ばれ「2009ミス・インターナショナル日本代表」になる。
2009年11月28日に中国四川省成都市で開かれた「2009ミス・インターナショナル世界大会」で上位15位に入り、中国メディアが選ぶ「Chines media award」という最も親しみのある女性に贈る賞を受賞。
2012年から女優としての活動を開始し、2014年公開の『ルパン三世』で女傭兵のマリア役で本格的にデビューした
同作では作中、黒木メイサ演じる峰不二子をホテルで待ち伏せ、格闘戦を仕掛けて追い詰めるといったように、黒木と格闘戦(キャットファイト)を演じるシーンがあり、アクション経験者の黒木に負けず劣らずのアクションを披露した、撮影中は初挑戦のアクションに懸命に挑み、念入りに黒木と(怪我しない範囲で)手合わせをした。 
目標としている女優は真木よう子。

## 出演

### 映画
- げんげ（2013年10月19日、TBS・吉本興業） - 佐藤夕子 役
- クローズEXPLODE（2014年4月12日、東宝）[3]
- Tokyo Symphony（2014年6月5日、SHORT SHORTS FILM FESTIVAL & ASIA 2014） - エリカ 役[5]
- ルパン三世（2014年8月30日、東宝） - マリア 役[6]
- 劇場版 ウルトラマンX きたぞ!われらのウルトラマン（2016年、松竹メディア事業部） - 桐原冴子 役

### テレビドラマ
- BORDER 警視庁捜査一課殺人犯捜査第4係 第7話（2014年5月22日、テレビ朝日） - 滝川真奈 役
- 歴史カクテル（2014年10月8日、フジテレビ） - 早乙女静香 役
- マザー・ゲーム〜彼女たちの階級〜　（2015年、TBS） - 崎坂樹里役
- ゆるい（2016年、東京MX）

### テレビ番組
- オサレさん（2014年9月8日、NOTTV） - ゲスト
- 世界の美女・中国を行く（BS朝日）
- 林先生の痛快!生きざま大辞典（TBS）
- 痛快TV スカッとジャパン（フジテレビ）

### 舞台
- 銀河英雄伝説 - ヒルデガルド・フォン・マリーンドルフ 役
  - 第三章 内乱（2013年3月31日 - 4月13日、青山劇場）
  - 第四章 後篇 激突（2014年2月12日 - 3月2日、青山劇場）
  - 特別公演  星々の軌跡（2015年6月10日 - 6月21日、Zeppブルーシアター六本木）
- ガラスの仮面（2016年9月1日 - 11日、大阪松竹座/9月16日 - 26日、新橋演舞場） - 鷹宮紫織 役

### CM
- 富士フイルム FinePixF600「祝い舟」 - 花嫁 役
- 繊月酒造 恋しそう「自然の色篇」
- GMOクリック証券（2013年1月-12月）
- 第一三共ヘルスケア プレコール持続性カプセル「ズバッと、ズーッと篇」
- DeNA「逆転オセロニア」